# Massimo Oddo
Massimo Oddo, född 14 juni 1976 i Città Sant'Angelo, Pescara, är en italiensk före detta fotbollsspelare. Han avslutade sin karriär i US Lecce, där han var på lån från AC Milan.
Oddo påbörjade sin karriär i Renato Curi Angolana i Serie D, som är den högsta amatörserien i Italien.
Oddo spelade i italienska fotbollslandslaget när de vann fotbolls-VM 2006. Han spelade för AC Milan 1993–2000 men var utlånad till andra italienska lag 1995–2000, för att få mer speltid. Under de sju år som han var hos AC Milan fick han inte spela en enda match.
2000 skrev han på för Verona FC, där han stannade i två säsonger innan han 2002 flyttade till Lazio. I Lazio var han mycket uppskattad och var en av de som tog över ledarskapet sedan legenden Paolo Di Canio sålts, och var dessutom lagkapten i laget.
Oddo hann spela 116 matcher och göra 17 mål för Lazio innan han 23 januari 2007 återigen hamnade hos i AC Milan, den här gången med mer speltid. Än så länge har han hunnit spela nio matcher och göra ett mål för laget och var med när de vann Champions League 2007, när de besegrade Liverpool med 2–1 i Aten. Säsongen 2008-2009 är han utlånad till Bayern München

## Meriter
Lazio
- Coppa Italia: 2003/2004

AC Milan
- Champions League: 2007
- Uefa Super Cup: 2007
- VM för klubblag: 2007

Italien
- VM i fotboll: 2006